# Maël Gouyette
Maël Gouyette (* 21. Mai 1999 in Saint-Brieuc) ist ein französischer Leichtathlet, der sich auf den Mittelstreckenlauf spezialisiert hat.

## Sportliche Laufbahn und Leben
Erste internationale Erfahrungen sammelte Maël Gouyette bei den Crosslauf-Europameisterschaften 2018 in Tilburg, bei denen er nach 19:14 min den 35. Platz im U20-Rennen belegte. 2021 begann er ein Studium an der Iona University in den Vereinigten Staaten und bei den Straßenlauf-Weltmeisterschaften 2023 in Riga belegte er nach 3:56:57 min den vierten Platz über die Meile. Im Jahr darauf schied er bei den Europameisterschaften in Riga mit 3:45,22 min im Vorlauf über 1500 Meter aus und anschließend schied er bei den Olympischen Sommerspielen in Paris mit 3:35,42 min in der Hoffnungsrunde im 1500-Meter-Lauf aus.

## Persönliche Bestleistungen
- 1500 Meter: 3:32,67 min, 15. Juni 2024 in Nizza
  - 1500 Meter (Halle): 3:38,86 min, 2. Februar 2024 in Miramas
- Meile: 3:53,63 min, 6. September 2023 in Pfungstadt
  - Meile (Halle): 3:58,53 min, 26. Februar 2023 in Boston